# Uwe Lüthje
Uwe Lüthje (* 24. Dezember 1931 in Klagenfurt am Wörthersee; † 25. Februar 2003 in Sankt Augustin) war ein deutsch-österreichischer Volkswirt. Von 1971 bis 1992 war er Generalbevollmächtigter der CDU-Bundesschatzmeisterei und in dieser Funktion sowohl in die Flick-Affäre als auch in die CDU-Spendenaffäre verwickelt.

## Leben
Gemeinsam mit dem Bundesschatzmeister der CDU, Walther Leisler Kiep, und Horst Weyrauch, dem Finanzberater der Partei, war Lüthje für die Finanzierung der CDU, insbesondere der Wahlkämpfe, verantwortlich. Dabei nutzten sie ein sogenanntes Anderkontensystem, bei dem Spendengelder, die größtenteils von der Industrie stammten, illegal an die Staatsbürgerliche Vereinigung oder die Soverdia Gesellschaft der Steyler Missionare überweisen wurden. Diese stellten jeweils Spendenquittungen über den vollen Betrag aus, während ein Großteil davon wieder zurück überwiesen wurde, sodass dieses Geld an die CDU weitergeleitet werden konnte. Im Zuge der Flick-Affäre kam diese Praxis Anfang der 80er Jahre an die Öffentlichkeit, Lüthje wurde jedoch erst im Mai 1990 gemeinsam mit Leisler Kiep wegen fortgesetzter Beihilfe zur Steuerhinterziehung angeklagt; das Verfahren wurde kurze Zeit später wegen Verjährung eingestellt.
Anlässlich Horst Weyrauchs 65. Geburtstag am 10. September 1997 soll Uwe Lüthje erklärt haben, dass er und Weyrauch im Zuge der Ermittlungen wegen des CDU-Spendensystems 1986 im Zeugenstand vor dem Bundestags-Untersuchungsausschuss falsch ausgesagt hätten, um Bundeskanzler Helmut Kohl vor der Verurteilung wegen falscher uneidlicher Aussage zu bewahren. Denn im Gegensatz zu seinen Behauptungen, die Kohl vor dem Untersuchungsausschuss des rheinland-pfälzischen Landtages getätigt hatte, soll er durch Lüthje umfassend über das Anderkontensystem, insbesondere über die Staatsbürgerliche Vereinigung und deren Zweck, in Kenntnis gesetzt worden sein. Der Grünen-Bundestagsabgeordnete Otto Schily hatte diesbezüglich eine Anzeige erstattet, weshalb die Staatsanwaltschaft Koblenz gegen Kohl ermittelte. Weyrauch und Lüthje entlasteten den CDU-Vorsitzenden durch ihre mit Kohl abgesprochenen Falschaussagen, woraufhin keine Anklage erhoben wurde.
Kohl bestritt im Zuge von Ermittlungen 2000 diesen Sachverhalt und warf Lüthje seinerseits vor, sich persönlich bereichert zu haben. Zudem erklärte Lüthje zur selben Zeit, dass Kohl auch davon gewusst habe, dass er, Leisler Kiep und Weyrauch 1992 kurz vor dem Ausscheiden aus der CDU-Schatzmeisterei 1,5 Millionen Schweizer Franken, die vom Waffenhändler Karlheinz Schreiber stammen und bei der Auflösung eines Schwarzgeld-Kontos übrig geblieben sein sollen, unter sich aufgeteilt hatten.
Laut Medienberichten soll Kohl in einem Telefonat im Dezember 1999 Druck auf seinen ehemaligen Mitarbeiter ausgeübt haben, bestimmte Aussagen im Zusammenhang mit der Annahme und Weitergabe von Spenden zurückzunehmen. Lüthje soll geantwortet haben, „dieses Mal“ nicht zu lügen. Er erklärte im Jahr 2000 mehrfach, „von Kohl menschlich enttäuscht zu sein“ und war deshalb schließlich bereit, vom Untersuchungsausschuss des Deutschen Bundestags zur Partei-Spendenaffäre befragt zu werden. Aufgrund einer Lungenkrebserkrankung konnte Lüthje die Fragen im Sommer 2000 nur schriftlich beantworten. Uwe Lüthje starb am 25. Februar 2003 an den Folgen der Krebserkrankung in seinem Haus in Sankt Augustin.
Jahrelang wurde Lüthje durch Mitarbeiter des Ministeriums für Staatssicherheit der DDR überwacht, wobei insbesondere Telefonate abgehört wurden.